# Dolomedes facetus
Espèce
Dolomedes facetus est une espèce d'araignées aranéomorphes de la famille des Dolomedidae.

## Distribution
Cette espèce se rencontre au Australie, en Nouvelle-Guinée et aux Samoa. 
Sa présence au Vanuatu est incertaine.

## Description

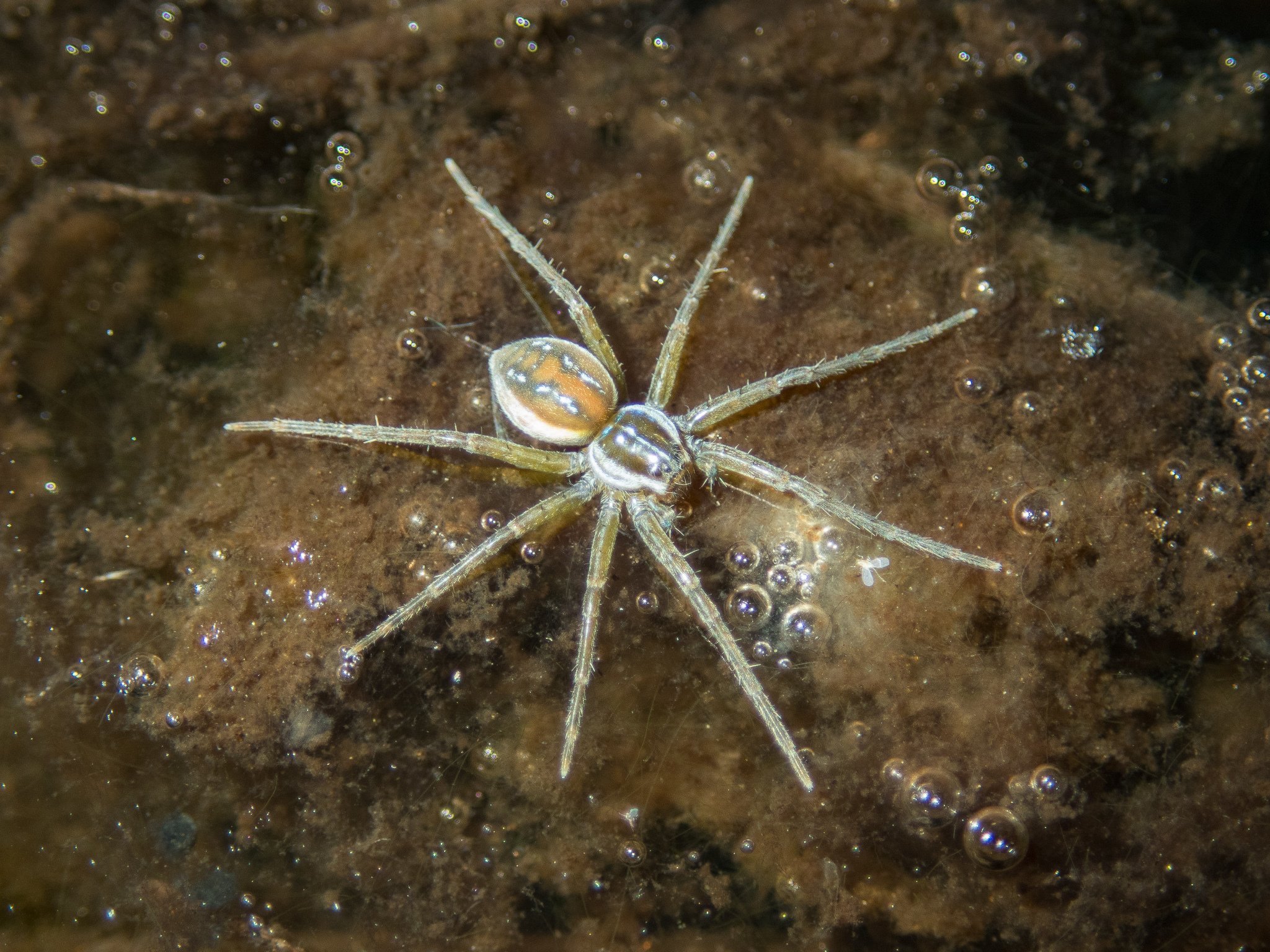
Dolomedes facetus

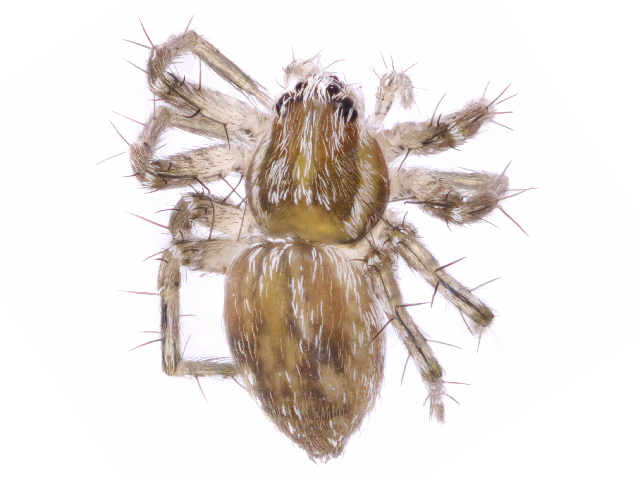
Dolomedes facetus

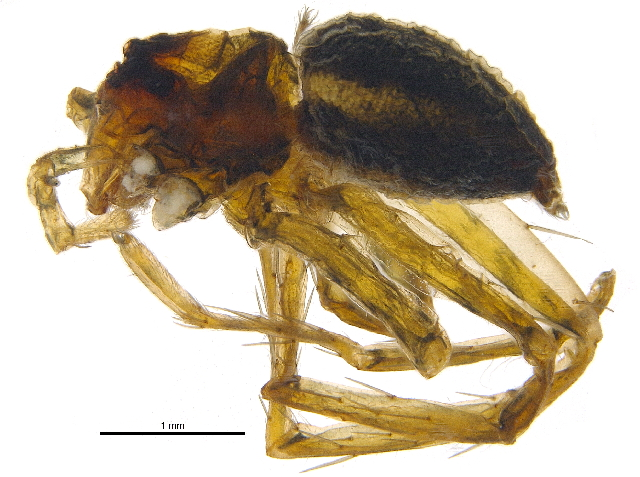
Dolomedes facetus

La carapace du mâle syntype mesure 5,75 mm et l'abdomen 5,5 mm et la carapace de la femelle syntype 6,5 mm et l'abdomen 9,5 mm.
Le mâle décrit par Raven et Hebron en 2018 mesure 10,16 mm et la femelle 13,20 mm.

## Systématique et taxinomie
Cette espèce a été décrite par L. Koch en 1876.

## Publication originale
- L. Koch, 1876 : Die Arachniden Australiens. Nürnberg, vol. 1, p. 741-888 (texte intégral).